# مرادی (قشم)
مرادی، روستایی در دهستان دولاب بخش حرا شهرستان قشم در استان هرمزگان ایران است.

## جمعیت
بر پایه سرشماری عمومی نفوس و مسکن در سال ۱۳۹۵، جمعیت این روستا برابر با ۳۷۱ نفر (۹۴ خانوار) بوده‌است.